# Fundo Nacional de Desenvolvimento Científico e Tecnológico

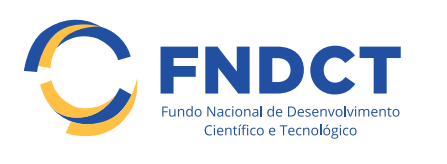

O Fundo Nacional de Desenvolvimento Científico e Tecnológico (FNDCT) foi criado pelo Decreto lei Nº 719, de 31 de Julho de 1969, com a finalidade de dar apoio financeiro aos programas e projetos prioritários de desenvolvimento científico e tecnológico, notadamente para implantação do Plano Básico de Desenvolvimento Científico e Tecnológico. É atribuída à Financiadora de Estudos e Projetos (FINEP) pela lei Nº 11.540, de 12 de Novembro de 2007, a função de Secretaria-Executiva do FNDCT.
Este fundo está envolvido no fornecimento de recursos que destinaram no desenvolvimento de Programas de Desenvolvimento Científico e Tecnológico Setoriais, tal como o Programa de Desenvolvimento Científico e Tecnológico do Setor Espacial, instituído pela lei Nº 9.994, de 24 de Julho de 2000.
A partir de 1999, o FNDCT voltou a ganhar importância dentro do sistema brasileiro de inovação com o surgimento dos Fundos Setoriais de Inovação, política implementada com o objetivo de criar aportes constantes de recursos para o financiamento da inovação.
Atualmente, o FNDCT é composto por 16 Fundos Setoriais de Inovação, sendo 14 Fundos Verticais, cuja aplicação de recursos é destinada ao respectivo setor econômico de arrecadação, e 2 Fundos Transversais, cuja receita não é vinculada a um setor específico e é aplicada a projetos multisetoriais.
As receitas dos Fundos são oriundas de contribuições incidentes sobre o resultado da exploração de recursos naturais pertencentes à União, parcelas do Imposto sobre Produtos Industrializados de certos setores e de Contribuições de Intervenção no Domínio Econômico (CIDE) incidente sobre os valores que remuneram o uso ou aquisição de conhecimentos tecnológicos/transferência de tecnologia do exterior.
Ainda faz parte da estrutura dos Fundos Setoriais as Ações Transversais (não confundir com Fundos Transversais), cuja implementação se deu através do Comitê de Coordenação dos Fundos Setoriais com o objetivo de atender às demandas tecnológicas definidas pela Política Industrial, Tecnológica e de Comércio Exterior (PITCE), à época do primeiro governo Lula.